# Mas d'en Duran
El Mas d'en Duran és una masia considerada com un monument protegit com a bé cultural d'interès local del municipi de Botarell (Baix Camp).

## Descripció
És una edificació rectangular d'una planta i dos pisos, amb una porta principal amb arc de mig punt, amb dovelles de pedra sense decorar, restaurat, i un rellotge de sol a la façana. A un angle hi ha una torre, que devia ésser el precedent del mas molt transformada a la seva part alta, aprofitada dins el conjunt edificat. Dins el mas hi havia, almenys, un forn de pa i molins d'oli i de cereals. Les moles i curres poden veure's encara al costat de llevant de les parets de l'edifici, en part esbocinades. Un dels molins de farina, del qual encara queden les basses, situat a la part posterior del mas, era mogut per la força de l'aigua portada des de la mina de les Voltes. També es conserven els cups d'una premsa de vi i una gran era prop del mas.

## Història
El mas formava part de la Quadra dels Tascals, de la qual era el centre i molt probablement el mas que dona origen a aquest terme, documentat des del segle xv. El mas va pertànyer a la Comuna del Camp. L'any 1832 el batlle era Antoni Duran, segons consta en un document conservat pels actuals propietaris. El cens de 1844, últim en què figurà com a Batllia independent, li assigna vint-i-vuit habitants, havent-ne tingut fins a trenta-cinc l'any 1787. Tots els documents de la Batllia foren portats a Botarell en incorporar-se al terme i dissortadament estan perduts. Al rellotge de sol hi ha la data del 1842, època de restauracions visibles. És veu popular que s'hi conservaven a l'antic calabós instruments de tortura molt antics, un dels quals, un cep, fou cremat l'any 1936.